# ウォルター・ショート
ウォルター・キャンベル・ショート（英語: Walter Campbell Short, 1880年3月30日 - 1949年3月9日）は、第二次世界大戦期のアメリカ合衆国の陸軍軍人。
日米開戦時の階級は陸軍中将であり、ハワイ方面陸軍司令長官であったが、大日本帝国海軍による真珠湾攻撃の被害への責任から司令長官を解任され陸軍少将に降格した。

## 来歴
1880年、イリノイ州フィルモアで生まれ、1901年にイリノイ大学を卒業した。1902年3月13日、アメリカ陸軍に少尉として入隊し、サンフランシスコ・プレシディオに配属される。以降はフィリピン・アラスカ州勤務を経て、1916年に第16歩兵連隊に配属されメキシコ遠征に従軍した。第一次世界大戦時には第3軍主任参謀および第1師団参謀を務めていた。
第一次大戦後は陸軍省情報部極東課に配属され、1924年に陸軍士官学校の教官となった。1938年に第1師団司令官、1940年からは第1軍司令官に任命され、1941年2月8日にハワイ方面陸軍司令長官に任命された。
真珠湾攻撃によりアメリカ太平洋艦隊の戦艦とハワイ航空基地に甚大な被害を受け、海軍のハズバンド・キンメル太平洋艦隊司令長官と共に責任を追及され、降格処分を受ける。1942年2月28日に退役、テキサス州ダラスのフォード・モーター支社の交通部で1946年まで勤務し、1949年に心臓病で死去した。

## 真珠湾攻撃の責任追及

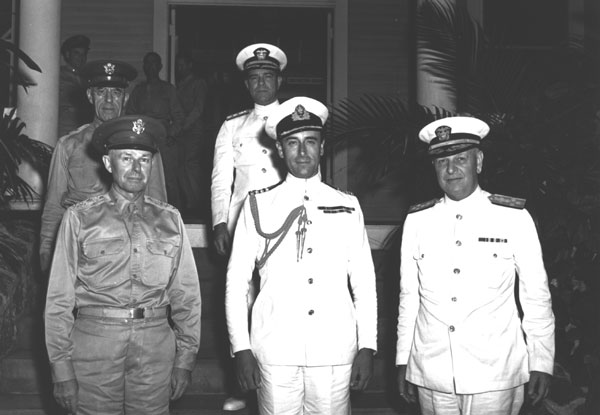
1941年8月、ハワイを訪問したルイス・マウントバッテン（中央）を出迎えるショート（左）とキンメル（右）。

1941年12月18日、真珠湾攻撃の責任を追及するためオーウェン・ロバーツ合衆国最高裁判所判事を委員長とするロバーツ委員会が発足し、ショートとキンメルは「日本軍による攻撃に対する準備を怠った」として糾弾された。
委員会は、フランク・ノックス海軍長官がヘンリー・スティムソン陸軍長官に宛てた1941年1月24日付の書簡を公開し、「日本と戦争状態になった際、真珠湾が攻撃対象になることは容易に想像される」として「爆撃、魚雷攻撃、日系人によるサボタージュ、潜水艦による攻撃、鉱業への攻撃、艦砲射撃への対処を行うべき」と書かれていると指摘した。ノックスは書簡の中で陸軍との共同防衛計画を策定し、陸軍との合同軍事演習の実施を提案している。スティムソンは2月7日に書簡を受け取り、ショートとキンメルも書簡のコピーを受け取っている。
1946年、ショートはアメリカ合衆国議会で証言し、「日系人によるサボタージュ対策を重視し、11月27日に指令を出していた」「陸軍省の指令が"戦争回避"を主眼とした曖昧なものだった」と弁明し、中将への復帰を求めたが拒否されている。

## 名誉回復
ロバーツ委員会のメンバーだったウィリアム・ハリソン・スタンドリー元海軍作戦部長は、後年「もし彼らが裁判に掛けられていたとしても、罪に問うことは出来なかっただろう」と発言し、委員会の報告書を否認している。
1999年5月25日、上院議会においてショートとキンメルの名誉回復決議が52対47で可決され、2000年度の国防総省支出改正法案と共に10月に承認された。ウィリアム・ロス・ジュニア上院議員は「彼らは最善を尽くしたが、政府によってスケープゴートにされた」と主張し、ストロム・サーモンド上院議員は「彼らはパール・ハーバーの最後の犠牲者だ」と主張している。
2000年10月11日、下院議会でも名誉回復決議が可決されたが、ビル・クリントン大統領は署名を拒否。署名の判断は後継の大統領に持ち越しとなったが、次代のジョージ・W・ブッシュをはじめとして、以降の大統領たちも署名をしていない。